# 山田川 (神通川水系)
山田川（やまだがわ）は、富山県を流れる一級河川。源流は金剛堂山。妙厳峡以南の南砺市の流域では「百瀬川」と呼ばれる。神通川水系の井田川の支流である。

## 地理
南砺市と富山市の境の妙厳峡という峡谷があり、そこより下流が山田川となる。富山市婦中町富川で井田川と合流する。

## 流域の観光地
- 妙厳峡 - 富山市と南砺市の市境に存在する山田川の峡谷。秋には峡谷全体が紅葉で色付く。
- 山田温泉 - 富山市山田湯にある温泉施設。1300年前に開湯された越中最古の温泉である。

## ダム
- 若土ダム
- 菅沼ダム

## 主な支流
- 湯谷川
- 辺呂川